# Голубые озёра (Татарстан)
Голубые озёра (тат. Зәңгәр күлләр) — система озёр на территории города Казань (у окраинных посёлков Щербаково, Голубое Озеро и Крутушка Авиастроительного района города) и Высокогорского района Республики Татарстан, а также заповедник, расположенный на прилегающей к озёрам заболоченной и лесной территории. Площадь заповедника 1910 га, суммарная площадь озёр — 0,3 га. Голубые озёра — памятник природы с 1972 года. В 1994 году с природоохранительными целями статус был усилен до заповедного — «Государственный природный заказник регионального значения комплексного профиля „Голубые озёра“». Озёра являются природными достопримечательностями Казани.
Система состоит из трёх несвязанных друг с другом озёр — Большое Голубое (ниже моста через Казанку на Казанской Объездной дороге автомагистрали М7), Проточное и Малое Голубое (выше моста по течению Казанки).
Озёра являются старицами реки Казанки, протекающей в непосредственной близости, осложнённые котловинами карстового происхождения. Карстовые провалы появились в этой местности около 200 лет назад.
Озёра не имеют наземных притоков, питаются подземными водами, стекая по протокам в Казанку (до 600 л/сек). Летом эта вода существенно охлаждает, а зимой согревает Казанку, препятствуя льдообразованию ниже по течению. Вода в озёрах отличается почти абсолютной прозрачностью и оптическим эффектом линзы, при котором глубина визуально кажется значительно меньше реальной. В жёсткой, горьковатой на вкус подобно морской, минерализованной воде озёр высоко содержание калийно-кальциевых сульфитно-сульфатных солей, на их дне большими участками располагаются иловые солевые грязи голубого цвета, что и дало название озёрам. Цвет воды меняется от времени года и погоды от лазурного до чёрного. В сильные морозы вода озёр сильно парит локальным низким туманом. Вода и грязи используются в близлежащем санатории «Крутушка» и неорганизованным населением в качестве целебных от псориаза и других кожных заболеваний. Первым краткое описание Голубых озёр дал в 1829 году казанский учёный, ректор КГУ и краевед Карл Фукс.

## Большое Голубое озеро
В ранних источниках дается прежнее название Большого Голубого озера: Светлое.
Большое Голубое озеро на большей своей площади имеет среднюю глубину 1-3 метра, однако имеется две карстовые воронки — Большая и Малая Пучины. Глубина Большой Пучины 18 метров, Малой — 6 метров. На дне Большой Пучины в северо-западной округлой части озера бьют ключи, насыщенные гипсом (до 250 л/сек). Температура воды в глубокой округлой части озера мало меняется от времени года и колеблется от 5-7 градусов Цельсия летом до 3-4 зимой. От глубокой округлой части озеро зигзагом проходит вдоль Казанки и заканчивается стоком в неё через два небольших водопада.
У глубокой округлой части озера оборудованы мостки, это излюбленное место круглогодичного купания моржей и круглогодичного погружения в Большую Пучину казанских и приезжих дайверов из нескольких федераций и неорганизованных.
Голубое озеро также является прекрасным местом для проведения ночных погружений. В свете фонарей источники просматриваются на большую глубину, видно что выходы родников соединяются между собой на значительной глубине под дном озера. Абсолютно футуристическая картина звёздного неба через абсолютно прозрачную линзу воды. Звезды и луна сияют всеми цветами радуги.
Большое Голубое озеро более труднодоступно, чем Малое, и, как следствие, меньше известно казанцам, многие из которых отождествляют с Голубым озером (именно так, в единственном числе, употребляется неформальное название системы озёр) прежде всего Малое Голубое. К округлой части Большого озера ведёт грунтовая дорога от глубины посёлка Щербаково, к водопадной — асфальтированная дорога от посёлка Кадышево. У водопадной части озера располагается небольшое поселение-хутор и ранее существовал дом отдыха «Голубое озеро».

## Малое Голубое и Проточное озёра

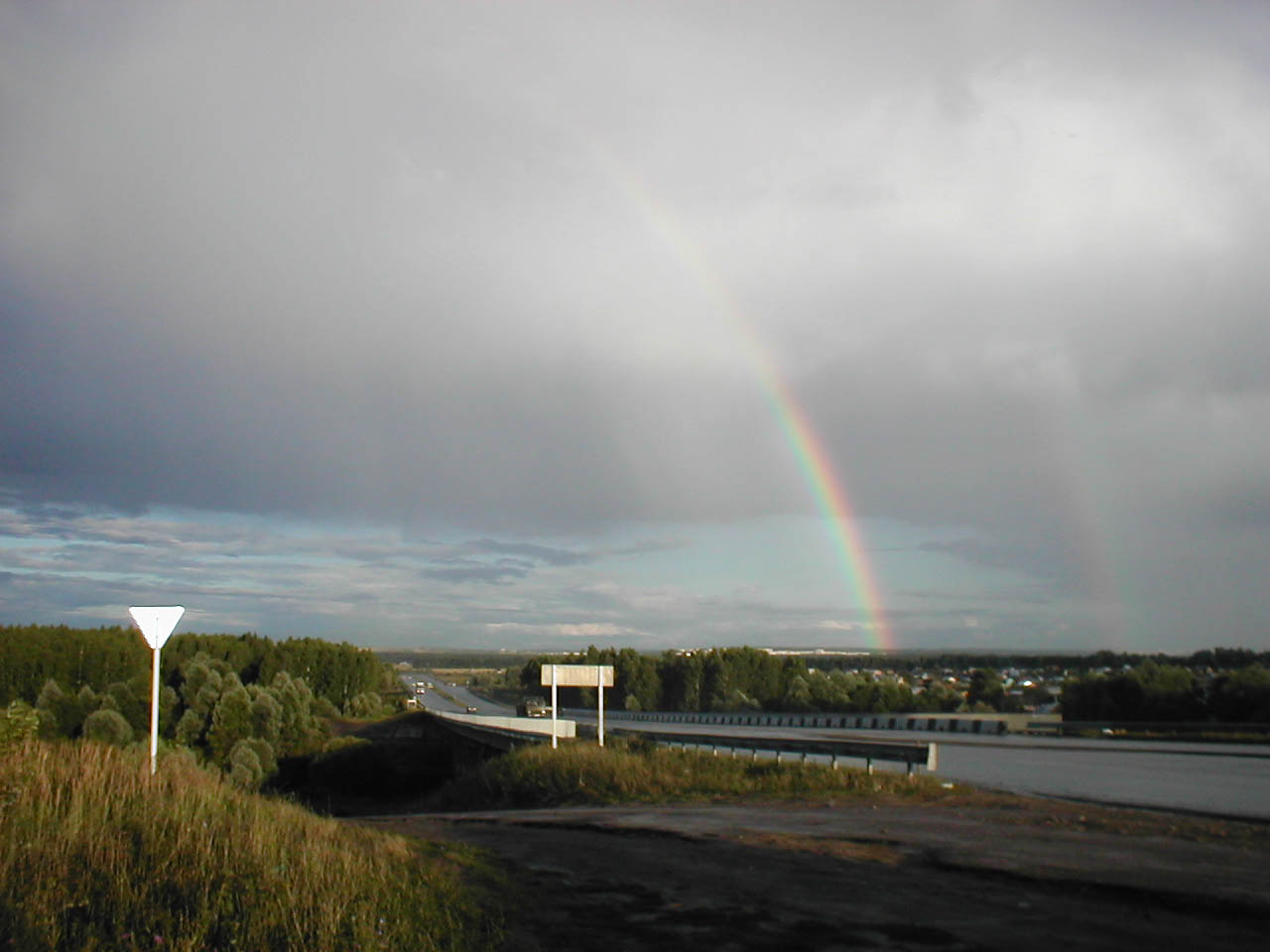
мост на трассе М-7 через реку Казанка со съездом к Проточному и Малому Голубому озеру

Малое Голубое озеро значительно меньше по площади, глубина его до 4 м. У озера два стока в Казанку, в том числе один с водопадом. Озеро и прилегающая территория оборудованы для отдыха и круглогодичного моржевания — обустроены мостки и переодевальные кабины. Кроме оборудованного основного Малого озера, ниже по течению Казанки имеется ещё одно — Проточное, значительно меньшее по размеру, имеющее отдельный сток и меньшую глубину. Температура воды летом в Малом озере почти такая же, как и в Большом Голубом, в Проточном — несколько выше.
От моста через Казанку Объездной дороги трассы М7 после посёлка Щербаково имеется асфальтированный проезд через Проточное озеро в направлении к Малому озеру, заканчивающийся автостоянкой в нескольких десятках метров от него. Далее к озеру ведёт пешеходная тропа. С другой стороны имеется грунтовый съезд от санатория «Крутушка» и детского оздоровительного лагеря «Байтик» и поляна, на которой проходит часть мероприятий ежегодного международного этнического фестиваля «Крутушка» Малое Голубое соединено с Большим Голубым озером пешеходно-велосипедной грунтовой тропой, проходящей под мостом М7 вдоль Казанки.
Долгое время энергия ключей, наполняющих озеро, использовалась каменной мельницей, впоследствии — малой гидроэлектростанцией (до 1950-х). В 1928 году Казанка подмыла перемычку, отделявшую реку от озера и озеро оказалось спущено. После восстановления перемычки и берегоукрепительных работ озеро было восстановлено.

## Флора и фауна
В лесах на территории заповедника растут берёза, осина и сосна; у озёр произрастает более 97 видов водных, береговых и наземных растений — острая и береговая осока, мятлик луговой, камыш озёрный, узколистный и широколистный рогоз, манник плавающий, лютик жестколистный, водяная сосенка и другие.
Из занесённых в Красную Книгу Татарстана животных в заповеднике встречаются планария молочно-белая и водяной скорпион (в воде озёр), траурница, подорлик большой, щурка золотистая. Ввиду низкой температуры и высокого содержания солей, в воде озёр рыба не водится. По берегам озёр встречаются лягушки, ужи, малая белая водная мышь (котура), ондатры и бобры.